# Herminio Masantonio
Herminio Masantonio (5. august 1910 – 11. september 1956) var en argentinsk fodboldspiller (angriber).
Han spillede som aktiv det meste af karrieren hos Huracán, med korte ophold hos Banfield og uruguayanske Defensor Sporting.
Masantonio spillede også 19 kampe og scorede hele 21 mål for Argentinas landshold. Han repræsenterede sit land ved flere udgaver af Sydamerika-mesterskabet (Copa América), og blev turneringens topscorer i både 1935 og 1942.